# Iker Muniain
Iker Muniain Goñi (ˈiker muniˈain ˈgoɲi; * 19. Dezember 1992 in Pamplona, Navarra) ist ein ehemaliger spanischer Fußballspieler, der zuletzt beim CA San Lorenzo in der argentinischen Primera División spielte.

## Vereinskarriere
Wie so viele Athletic-Spieler in Pamplona geboren, spielte Muniain nie für seinen Heimatverein CA Osasuna, sondern für den kleinen UDC Chantrea aus der autonomen Region Navarra. Da Navarra ein traditionell baskischen Territorium ist, blieb sein großes Talent den Scouts von Athletic Bilbao, die im gesamten Baskenland aufgrund der selbstauferlegten konsequenten Transferpolitik omnipräsent sind, nicht lange verborgen.

### Athletic Bilbao
2005 unterzeichnete er daraufhin seinen ersten Vertrag in Bilbao, welchem ein Aufstieg folgte, der seinesgleichen sucht. In Rekordzeit durchlief er alle Jugendmannschaften der Rojiblancos und avancierte zum größten Rohdiamanten des Vereins. Dies blieb auch dem Trainer der Profimannschaft Joaquín Caparrós nicht verborgen, welcher ihn im Alter von 14 Jahren mit der Profimannschaft mittrainieren ließ.
Bereits im Februar 2008 kam er daraufhin im Freundschaftsspiel gegen SDA Amorebieta zu seinem ersten Einsatz für die Profimannschaft von Athletic. 2009 fand er die Aufnahme in die B-Mannschaft von Athletic, für die er in 14 Saisoneinsätzen 2 Torerfolge verbuchen konnte.
Für die Spielzeit 2009/10 erfolgte die endgültige Aufnahme in den Profikader, welche in Folge einige Meilensteine für Club und Spieler mit sich brachte.
- Am 30. Juli 2009 kam er im Europa-League-Qualifikationsspiel gegen die Young Boys Bern in der 59. Minute als Wechselspieler für Gaizka Toquero ins Spiel. Dieser Einsatz machte ihn mit 16 Jahren 7 Monaten und 11 Tagen zum jüngsten eingesetzten Spieler in einem offiziellen Spiel von Bilbao.
- Eine Woche später schoss er im Rückspiel gegen die Schweizer ein Tor. Dieses Tor machte ihn zum jüngsten Torschützen in einem Wettbewerbsspiel für Bilbao.
- Am 30. August 2009 erfolgte sein Profidebüt in der Primera División beim 1:0 gegen Espanyol Barcelona. Auch hier avancierte er durch seinen Einsatz zum jüngsten Spieler, der jemals das Trikot von Athletic in der ersten Liga tragen durfte.
- Am 4. Oktober 2009 wurde er mit seinem Tor in der 77 Minute zum 2:2 im Ligaspiel gegen Real Valladolid zum jüngsten Torschützen in der Geschichte der Primera División.[3] Dieser Titel wurde ihm aber am 18. August 2012 genommen, als der Kameruner Fabrice Olinga mit 16 Jahren und 98 Tagen, beim 1:0-Heimsieg des FC Málaga gegen Celta Vigo den Siegtreffer markierte.[4]

Im Dezember 2009 verlängerte der Offensivspieler seinen Vertrag bis zum Jahr 2015. Seine Mindestablösesumme wurde zu diesem Zeitpunkt auf 36 bis 45 Millionen Euro festgesetzt. Sein Vertrag wurde in den folgenden Jahren mehrfach verlängert, zuletzt im November 2018, mit einer Laufzeit bis Sommer 2024. Danach wird er den Verein aufgrund seiner gesunkenen Spielzeit auf eigenen Wunsch verlassen, wenngleich der Verein ihn gerne als Führungsspieler gehalten hätte. Er kann auf 434 Ligapartien und 560 Pflichtspiele für Athletic Bilbao zurückblicken, die zweitmeisten der Vereinsgeschichte und die meisten aller Feldspieler.

### CA San Lorenzo
Im Sommer 2024 wechselte Iker Muniain nach Südamerika zum argentinischen Traditionsklub San Lorenzo. Es ist die erste Station im Ausland für den Spanier. Im Sommer 2025 beendete er dort seine Karriere.

## Trainerkarriere
Direkt im Anschluss an seine aktive Spielerlaufbahn wurde er Cheftrainer beim spanischen Fünftligisten CD Derio.

## Nationalmannschaft
Mit der spanischen U17-Nationalmannschaft nahm er 2009 an der Europameisterschaft in Deutschland teil. Die Mannschaft rund um Muniain und Marc Muniesa enttäuschte jedoch im Verlauf des Turniers und schied bereits in der Vorrunde aus. Mit der spanischen U21-Nationalmannschaft wurde er bei der EM 2011 in Dänemark Europameister, wo man sich mit 2:0 gegen die Schweiz durchsetzen konnte.
Am 29. Februar 2012 debütierte Muniain in einem Freundschaftsspiel gegen Venezuela in der A-Nationalmannschaft. Er wurde in der 75. Minute für Cesc Fàbregas eingewechselt.

## Erfolge

### Nationalmannschaft
- U-21-Europameister: 2011, 2013

### Verein
- Finalist der UEFA Europa League: 2012
- Copa del Rey: 2024
- Supercopa de España: 2015, 2020

## Sonstiges
Aufgrund seiner optischen Ähnlichkeit mit dem fiktiven Bart Simpson wird er von den Fans und seinen Mitspielern „Bart Simpson“ gerufen.
Den Spitznamen „Basken-Messi“ erhielt er von den baskischen Fans und Medien aufgrund des ähnlichen Körperbaus, sowie der schnellen leichtfüßigen Spielweise, wie der argentinische Superstar Lionel Messi.